# Hedypnois
Hedypnois é um género botânico pertencente à família Asteraceae.